# アアル

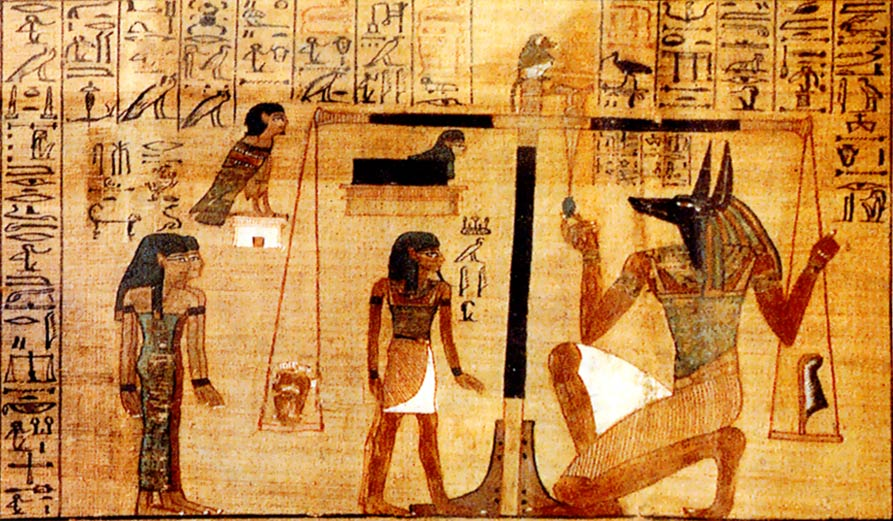
マアトの「真実の羽根」と「第一の死」後の死者の心臓を天秤に掛けている図。パピルスに書かれた死者の書の一部。

アアル（英: Aaru、Yaaru、 IaruまたはAalu）とは、古代エジプト神話における楽園のこと。

## 概要
古代エジプト神話における天国で「アアルの野」や「エジプトの葦の原野」とも言われる。ヘリオポリス九柱神の一柱であるオシリスが支配する世界である。
古代エジプト人の死生観においては、魂は死後に死者の審判を抜け、地下の冥界ドゥアトを通り、楽園アアルで再生できると信じられた。

## 信仰
アアルは、太陽が昇る東に在り、永遠のナイル川三角州の土地の様な葦原で狩猟ができ魚を捕り永久に暮らせる理想の霊界の土地とされる。正確に言えばアアルは、島が連なりトウシンソウが繁る野であり、オシリスが住む恵みの野として知られ、エジプトでは「Sekhet Hetepet（平和の野原）」と言われる。死者は審査や関門を経て、ここに入ることが出来ると信じられた。
死者の書には、アアルに至るまでの危険回避や対処の指南も書かれた。
死者の審判においてマアトの「真実の羽根」を天秤の一方の皿、他方の皿に死者の心臓を置いて天秤に掛け、心臓が軽く釣り合いがとれれば長く危険な旅を経て永遠の楽園であるアアルに至ることが出来る。古代エジプト人は、人の知性は心臓に宿り、生前の悪事は心臓に染み出て残ると考えた。悪事を犯して心臓が重く羽根と釣り合いがとれない場合、心臓はアメミットに貪り喰らわれる「第二の死」の裁きを受け、霊はアアルに至る事は出来ない。
天秤の審査を経た霊は、アアルに着くまでの長い旅の途中に多くの危険に遭遇する。アアルに着くと一連の関門を通らなければならず、神への供物の数量に従い15～20箇所など幾つかの関門を通過する。此所を刀を持った悪霊に護られながら通るとされる。